# اسلاکس کریک، کوئینزلند
اسلاکس کریک (به انگلیسی: Slacks Creek) یک حومه شهر در استرالیا است که در کوئینزلند واقع شده‌است.